# 118
| 118                |
| ------------------ |
| Dødsfald - Fødsler |
|                    |

| Gregoriansk kalender | 118 CXVIII              |
| Ab urbe condita      | 871                     |
| Armensk kalender     | I/T                     |
| Kinesiske kalender   | 2814 – 2815 丁巳 – 戊午 |
| Etiopisk kalender    | 110 – 111               |
| Jødisk kalender      | 3878 – 3879             |
| Hindukalendere       |                         |
| - Vikram Samvat      | 173 – 174               |
| - Shaka Samvat       | 40 – 41                 |
| - Kali Yuga          | 3219 – 3220             |
| Iransk kalender      | 504 BP – 503 BP         |
| Islamisk kalender    | 520 BH – 519 BH         |

Se også 118 (tal)